# Svartmaskad glasögonfågel
För fågelarten Lophozosterops goodfellowi, se mindanaoglasögonfågel.
Svartmaskad glasögonfågel (Zosterops anomalus) är en fågel i familjen glasögonfåglar inom ordningen tättingar.

## Utseende och läte
Svartmaskad glasögonfågel är en liten tätting med grön rygg, en stor svart fläck över ögat, gult på strupen och under stjärten samt vitt på buken. Den skiljs från sångglasögonfågeln och gulbukig glasögonfågel genom frånvaro av en vit ögonring. Sången är kort, avklippt och kvittrande. Även drillande toner och enkla "chew" kan höras.

## Utbredning och systematik
Fågeln förekommer endast på sydvästra Sulawesi i Indonesien. Den behandlas som monotypisk, det vill säga att den inte delas in i några underarter.

## Levnadssätt
Svartmaskad glasögonfågel hittas i skogar, skogsbryn och buskiga områden i både lågland och förberg. Där ses den i par och smågrupper i undervegetationen eller i trädkronorna.

## Status
Trots det begränsade utbredningsområdet kategoriserar IUCN arten som livskraftig. Beståndsutvecklingen är okänd.